# Brücke-Museum Berlin
Brücke-Museum Berlin je specializovaná galerie, která zpřístupňuje tvorbu převážně německých umělců, sdružených ve skupině Die Brücke. Skupina existovala v letech 1905–1913, její členové sídlili do roku 1911 v Drážďanech a pak v Berlíně.

## Historie
Při příležitosti svých 80. narozenin v roce 1964 se rozhodl malíř Karl Schmidt-Rottluff, bývalý člen skupiny Die Brücke, věnovat 74 svých obrazů Německé spolkové zemi Berlín s tím, že v budoucnu jí připadne celý jeho umělecký odkaz. Zároveň přišel s myšlenkou vybudování specializovaného muzea, v němž by byla shromážděna nejen jeho díla, ale i práce zbývajících členů skupiny Die Brücke. Od počátku se na realizaci tohoto záměru podílel historik umění Leopold Reidemeister, který se posléze stal prvním ředitelem muzea. Projekt podpořil i tehdy ještě žijící člen skupiny Erich Heckel a vdova po Maxi Pechsteinovi Marta, oba darováním obrazů. 15. září 1967 bylo muzeum slavnostně otevřeno.
Prvním ředitelem muzea byl jeho zakladatel, bývalý ředitel Státních muzeí v Berlíně Leopold Reidemeister (1900–1987). Po jeho úmrtí ho nahradil Eberhard Roters, kterého roku 1994 vystřídala stávající ředitelka Magdalena M. Moeller.

## Budova
Stavbu muzea financovala Německá spolková země Berlín. Výstavba podle plánů architekta Wernera Düttmanna probíhala od srpna 1966 do července 1967. Jedná se zvenčí o strohou, betonovou přízemní budovu, jejíž bílá fasáda kontrastuje se zelení, do níž je stavba zasazena. Čtyři průchozí výstavní prostory jsou soustředěné kolem vnitřního centrálního dvora. Jejich stěny jsou rytmizovány nikami. Vstupní foyer s pokladnou a prodejnou je spojený jak se správními, tak i s výstavními prostorami. Cílem architekta bylo, aby budova nenásilně splynula s přírodním prostředím – právě v duchu programu umělců skupiny Die Brücke, pro něž byla harmonie s přírodou jedním z postulátů.

## Sbírkový fond

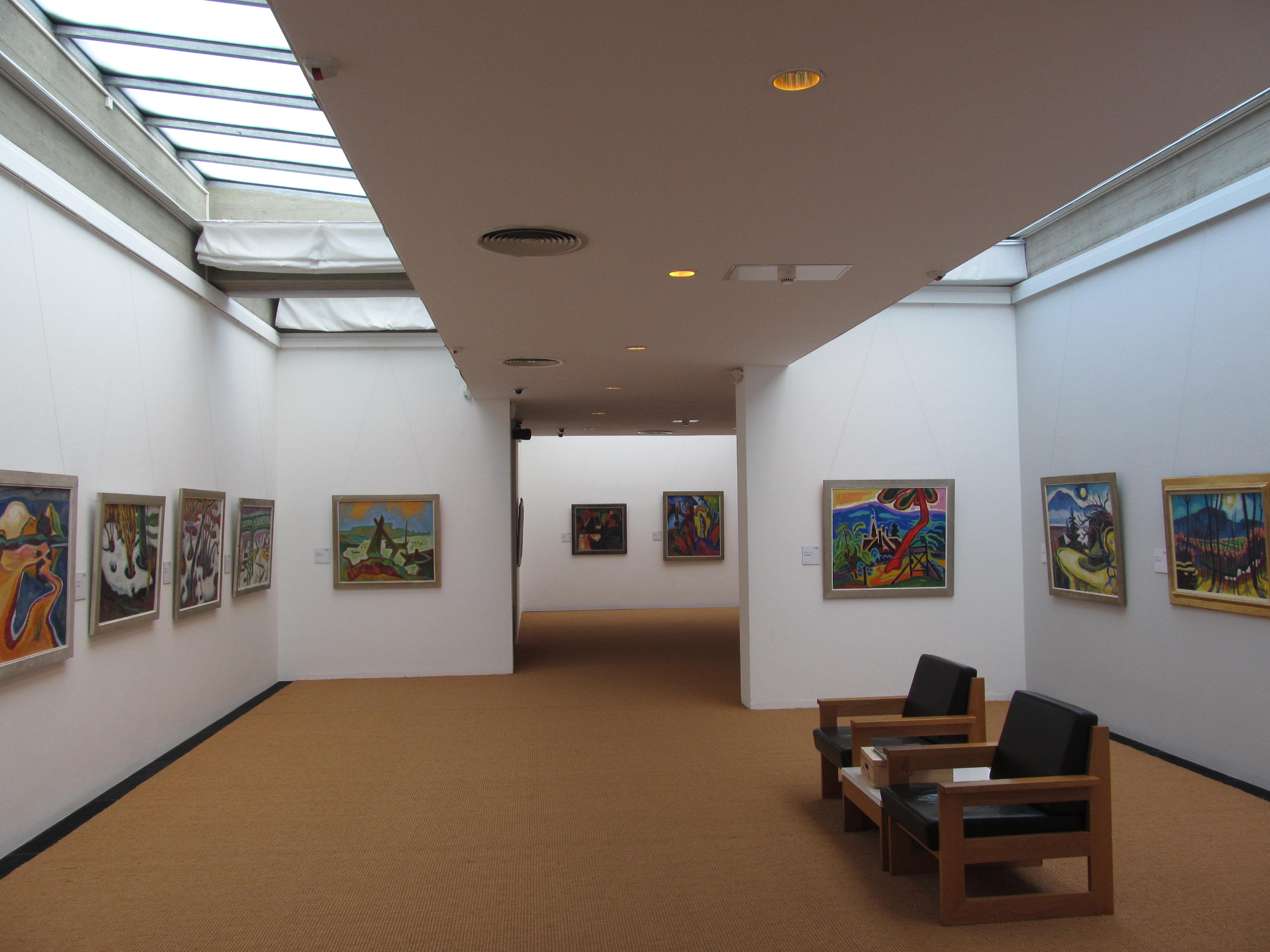
Interiér muzea

Ve sbírkách muzea jsou zastoupena díla jak "kmenových" umělců Ernsta Ludwiga Kirchnera, Ericha Heckela, Fritze Bleyla, Maxe Pechsteina, Otto Muellera, Karla Schmidta-Rottluffa a Emila Noldeho, tak i malířů volně přidružených. K nim patřili zejména Franz Nölken a Švýcar Cuno Amiet. Základy sbírkového fondu vytvořily dary Karla Schmidta-Rottluffa a Ericha Heckela. Do muzea přešla celá Heckelova pozůstalost, takže ústav pečuje přibližně o 1500 jeho prací: kreseb, maleb, grafik, plastik a skic. Od 70. let mohlo muzeum díky finančním příspěvkům od Berlínské číselné loterie a později od nadace Německé třídní loterie Berlín podstatně své sbírky rozšiřovat.
Pro návštěvníky muzea a zároveň zájemce o komplexní pohled na tvorbu skupiny Die Brücke je důležitá informace, že muzeum nemá žádnou stálou expozici, na které by bylo možné spatřit obrazy všech malířů najednou. Muzeum nepřetržitě pořádá tematické výstavy věnované převážně jednotlivým umělcům.

## Publikační činnost
Ke každé výstavě vydává muzeum katalog. Kromě toho je vydavatelem nebo spoluvydavatelem tematických publikací, věnovaných různým aspektům působení Die Brücke. V muzeu je uložený také rozsáhlý písemný archiv k dějinám Die Brücke, který je přístupný ke studiu. Badatelské výsledky jsou publikovány v řadě Brücke-Archiv; do roku 2014 vyšlo 23 svazků.